# Mociu
Mociu é uma comuna romena localizada no distrito de Cluj, na região histórica da Transilvânia. A comuna possui uma área de 73.42 km² e sua população era de 3539 habitantes segundo o censo de 2007.